# El jardín de los cerezos

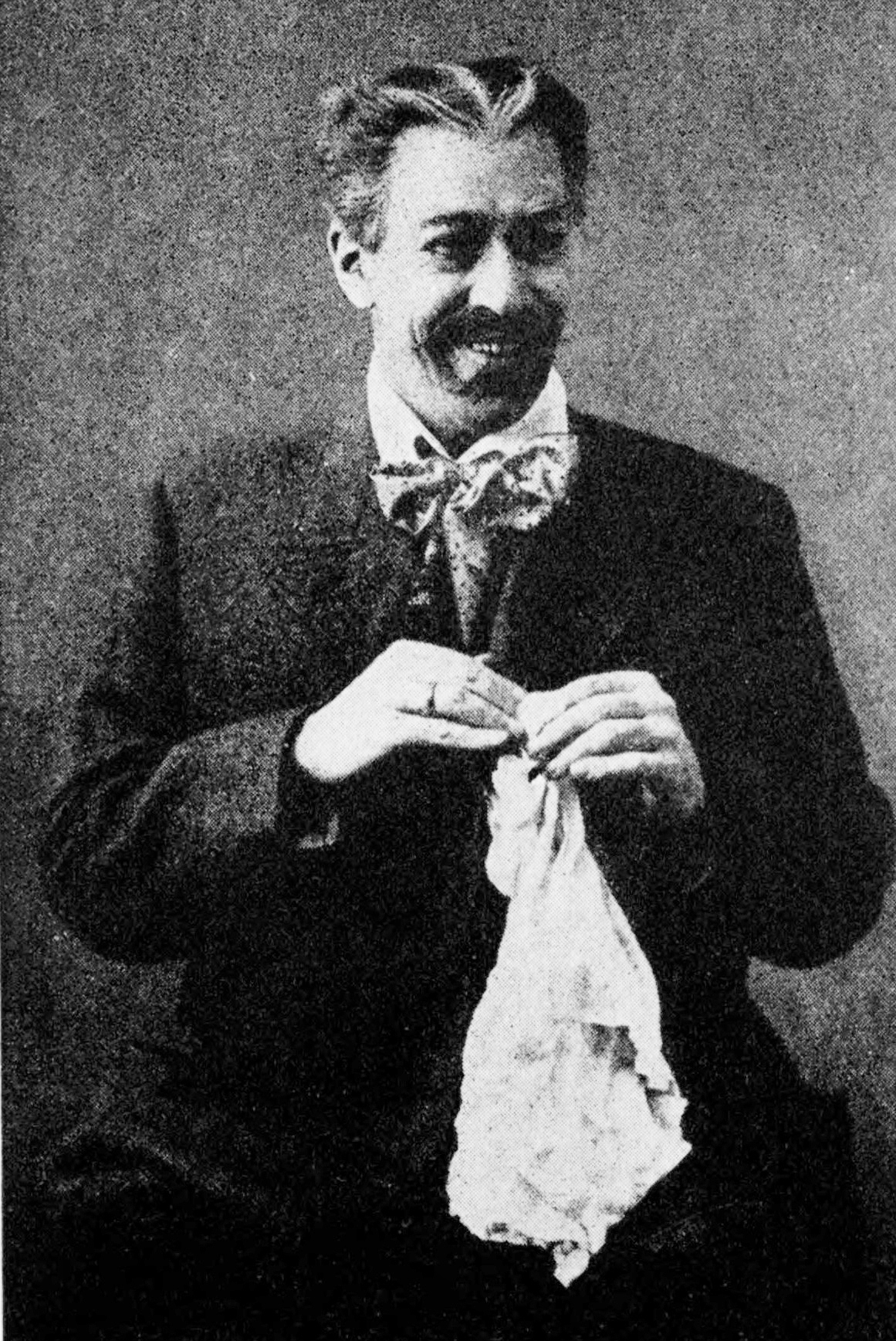
Stanislavski en el papel de Gáyev. 1922

El jardín de los cerezos (en ruso: Вишнëвый сад, Vishniovy sad) es una obra de teatro escrita por Antón Chéjov en 1903 y publicada en 1904.

## Contexto
El jardín de los cerezos es la última de las piezas principales de Chéjov (las otras son La gaviota, Tío Vania y Las tres hermanas). Se trata de una comedia escrita en cuatro actos, ambientada en el declive económico de la aristocracia rusa al final.

## Trama

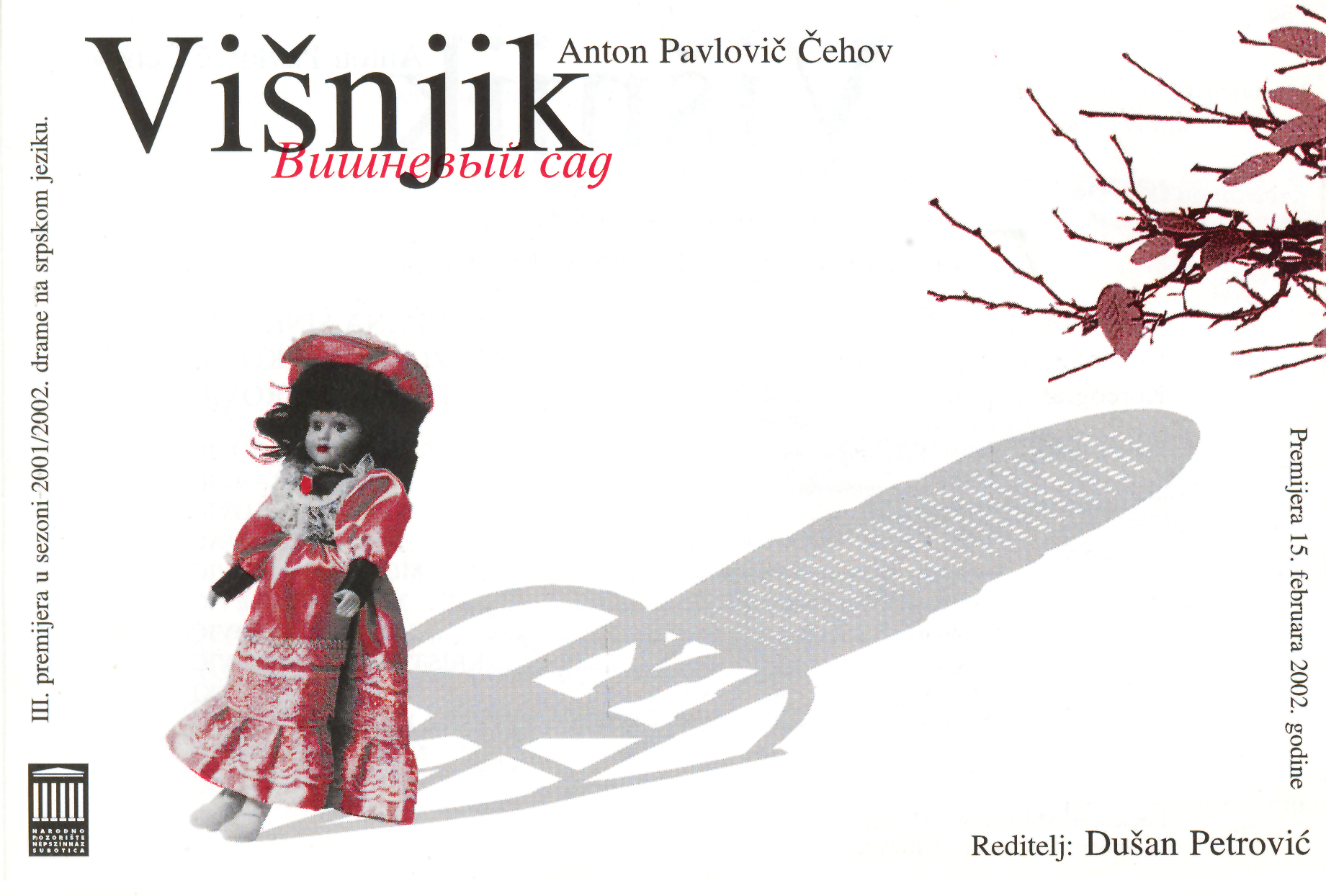
Programa de la Obra "El Jardín de los Cerezos", publicado en Serbia.

El jardín de los cerezos es una obra de teatro que cuenta la historia de una familia aristócrata rusa que, a raíz de una mala administración de sus riquezas, afronta importantes problemas financieros y económicos.
Así, los aristócratas ven peligrar la hacienda familiar en donde se encuentra un famoso y bello jardín de cerezos, pues está a punto de ser rematada.
Con ánimos de ayudar, un comerciante, cuyos padres fueron sirvientes de la familia, ve que nadie toma una decisión seria y propone salvar la hacienda convirtiéndola en un centro vacacional, lo que implicaría un reacondicionamiento de la finca y la tala de los árboles del jardín.
En dicho contexto, los endeudados terratenientes avanzan hacia una encrucijada: pueden esperar al remate y ver qué ocurre o pueden intentar el cambio de la finca propuesto por el comerciante y presenciar la consecuente eliminación del jardín, que representa una tradición familiar.

## Personajes
- Liubov Andréievna Ranevskaya,'dueña de una finca.
- Ania, hija de Ranevskaya, 17 años.
- Varia, hija adoptiva de Ranévskaya, 24 años.
- Leonid Andréievich Gáyev, hermano de Ranévskaya.
- Ermolái Alexéievich Lopajin, mercader.
- Piotr Serguéievich Trofímov, estudiante.
- Borís Borísovich Simeónov-Píschik, terrateniente.
- Charlotte Ivánovna, institutriz.
- Semión Panteléievich Epijódov, empleado de oficina en la propiedad de Ranévskaya.
- Duniasha, criada.
- Firs, lacayo, viejo de 87 años.
- Yasha, lacayo joven.
- Un transeúnte.
- El jefe de estación.
- Un funcionario de correos.
- Invitados.
- Servidumbre.

## Montajes
Estrenada en el Teatro de Arte de Moscú el 17 de enero de 1904, con dirección de Konstantín Stanislavski e interpretación de Olga Knipper, esposa del autor.
Entre las primeras producciones en lengua inglesa, con el título de The Cherry Orchard, pueden mencionarse la de 1925 en el Oxford Playhouse por J. B. Fagan y la de 1934 en Teatro de Sadler's Wells en Londres, dirigida por Tyrone Guthrie y traducida por Hubert Butler. Fue muy celebrado el montaje en 1978 por Peter Hall en el Royal National Theatre londinense con traducción de Michael Frayn e interpretación de Dorothy Tutin, Albert Finney, Ben Kingsley y Ralph Richardson.
En Broadway, Nueva York, se estrenó en ruso en 1923, y ya en inglés en 1928, con la dirección de J.B. Fagan. Entre los montajes posteriores, puede mencionarse el de 1977 en el Vivían Beaumont Theatre, con Irene Worth, Raul Julia, Mary Beth Hurt y Meryl Streep con dirección de Andrei Şerban. Más reciente es la versión estadounidense representada en el Mark Taper Forum de Los Ángeles, dirigida por Sean Mathias e interpretada por Annette Bening y Alfred Molina en 2006.
El estreno en Francia, con el título de La Cerisaie se demoró hasta 1954, y tuvo lugar en el Théâtre Marigny de París, con dirección de Jean-Louis Barrault e interpretada por Madeleine Renaud, Simone Valère, Pierre Bertin, Jean-Louis Barrault, Marie-Hélène Dasté, Nathalie Nerval y André Brunot. Montajes posteriores incluyen el realizado en 1981 en el Théâtre des Bouffes du Nord de París, dirigido por Peter Brook, con Natasha Parry, Michel Piccoli, Niels Arestrup, Catherine Frot e Irina Brook.
Titulada Il giardino dei ciliegi en lengua italiana, entre las representaciones realizadas en Italia, puede mencionarse la de 1955 en el Piccolo Teatro di Milano, con Aristide Baghetti, Tino Carraro, Narcisa Bonati, Pina Cei, Luigi Cimara, Sarah Ferrati, Franco Graziosi, Fulvia Mammi, Giancarlo Sbragia, Enzo Tarascio y la de 1973, y con la interpretación de Valentina Cortese, Franco Graziosi, Giulia Lazzarini y Renzo Ricci. Ambas dirigidas por Giorgio Strehler. Luchino Visconti dirigió otro montaje en 1965, con Rina Morelli, Ottavia Piccolo, Lucilia Morlacchi, Paolo Stoppa, y Massimo Girotti.
En el ámbito latinoamericano, se puede mencionar la representación en el Teatro Solís de Montevideo, bajo la dirección de Júver Salcedo, en 1991.

## La obra en España
La obra fue traducida al castellano por Saturnino Ximénez y publicada en 1920, aunque no se representó hasta doce años después, en el Teatro Español de Madrid el 9 de marzo de 1932, interpretada en ruso por el Teatro de Arte de Moscú, de gira por España.
Habrían de transcurrir 28 años más hasta que, en 1960, finalmente se montó en castellano, sobre el escenario del Teatro María Guerrero de Madrid. En esa ocasión, la traducción corrió a cargo de Víctor Imbert y Josefina Sánchez Pedreño. El montaje fue dirigido por José Luis Alonso, e interpretado por Josefina Díaz, María Dolores Pradera, José Bódalo, Berta Riaza, Alicia Hermida, Lola Gálvez, Ricardo Alpuente, Antonio Ferrandis, José María Prada y Manuel Tejada y decorados de Víctor María Cortezo. Este mismo montaje se repuso en el mismo teatro tres años, aunque con importantes cambios en el elenco, que estuvo integrado por Lola Cardona, Amelia de la Torre, Julieta Serrano, Rosario García Ortega, José Bódalo, Antonio Ferrándis y José Vivó.
El María Guerrero acoge de nuevo una reposición en 1986, dirigida por José Carlos Plaza y William Layton e interpretada por Julia Gutiérrez Caba, Fernando Delgado, Berta Riaza, Enriqueta Carballeira y Manuel Collado. En el mismo escenario se vuelve a representar 33 años después, en 2019, en esta ocasión con dirección de Ernesto Caballero e interpretación de Carmen Machi y Secun de la Rosa.
En catalán se ha representado con el título de L'hort dels cirerers en 2000 en el Teatre Lliure de Barcelona, con dirección de Lluís Pasqual e interpretación de Anna Lizaran, Jordi Bosch, Fermí Reixach, Manel Dueso, Francesc Garrido, Teresa Lozano y Rosa Vila.
Se hicieron dos versiones para Televisión española, emitidas ambas en el espacio Estudio 1.
- La primera, el 27 de mayo de 1969, con dirección de Alberto González Vergel e interpretación de Marisa Paredes, Emilio Gutiérrez Caba, Mayrata O'Wisiedo, Tina Sáinz, José María Prada y Francisco Merino.
- La segunda, el 15 de julio del 2006, dirigida por Manuel Armán e interpretada por Vicky Peña, Francesc Orella, Silvia Abascal, Mónica López, José Pedro Carrión y Gloria Muñoz.

En febrero del 2020, José Luis de Blas adapta su propia versión del texto a la andaluza y estrena con la compañía Teatro Resistente en el Teatro Central de Sevilla Los árboles. Traslada la historia al contexto del sur de España durante los años 80 con un amplio elenco de actores andaluces y presenta el resultado bajo la bandera de «un Chéjov andaluz».